# Csehszlovák labdarúgó-válogatott
A csehszlovák labdarúgó-válogatott Csehszlovákia nemzeti csapata volt 1920 és 1993 között, amelyet a Csehszlovák labdarúgó-szövetség (csehül: Československý fotbalový svaz, szlovákul: Československé národné futbalové mužstvo) irányított.
Története során nyolc világbajnokságon és három Európa-bajnokságon vett részt. Az 1934-es és az 1962-es világbajnokságon bejutottak a döntőbe, de mindkétszer vereséget szenvedtek, míg az 1976-os Európa-bajnokságot megnyerték. Az olimpiai játékokon 1964-ben ezüst, 1980-ban aranyérmet szereztek.
Csehszlovákia szétválása idején 1992-ben elkezdődtek az 1994-es világbajnokság selejtezői, melyen még Csehszlovákiaként indultak el, de az 1993-as selejtezőket már csehek és szlovákok képviselte válogatott néven fejezték be. Napjainkban a csehszlovák labdarúgó-válogatott egyetlen jogutódja a cseh labdarúgó-válogatott. Szlovákiát a szlovák labdarúgó-válogatott képviseli a nemzetközi mezőnyben.

## A válogatott története

### Cseh Királyság
Az I. világháború előtt a mai Csehország az Osztrák–Magyar Monarchia része volt. 1903 és 1908 közt a Cseh Királyság és Morvaország csapata hét nemzetközi mérkőzést játszott, hatot Magyarország és egyet Anglia ellen. 1903. április 5-én, első mérkőzésükön 2–1-re kikaptak Magyarországtól Budapesten.

### A két háború között
Az I. világháború után a független Csehszlovákia válogatottja részt vett az antwerpeni 1920. évi nyári olimpiai játékokon. A nyitómérkőzésükön Jugoszláviát verték 7–0-ra, ezt követően pedig Norvégiát búcsúztatták 4–0-al. Az elődöntőben Franciaországot győzték le 4–1-re és bejutottak a döntőbe, ahol Belgiummal találkoztak. A csehszlovák csapat gyorsan hátrányba került, majd a félidő előtt 6 perccel egy durvaság miatti kiállítás megpecsételte sorsukat. 2–0-s belga vezetésnél a negyvenedik percben levonultak a játéktérről, ezzel tiltakozva az angol játékvezető John Lewis döntései ellen. Az olimpiai zsűri drákói ítéletet hozott: Belgiumot hirdette ki győztesnek, a csehszlovák együttest kizárták és nem kapta meg a második helyért járó ezüstérmeket.
Az 1924. évi nyári olimpiai játékokon is elindultak. Az első fordulóban Törökországot verték 5–2-re, majd a következő körben 1–1-es döntetlen után az újrajátszott mérkőzésen 1–0-ra kikaptak Svájctól.
Világbajnokságon először 1934-ben indultak és rögtön bejutottak a döntőbe. A selejtezőkben Lengyelországot búcsúztatták. A nyolcaddöntőben Romániát 2–1-re, a negyeddöntőben Svájcot 3–2-re, az elődöntőben Németországot verték 3–1-re. A döntőben a házigazda Olaszországgal találkoztak, ahol hosszabbítás után 2–1-s vereséget szenvedtek. Oldřich Nejedlý 5 góllal a torna legeredményesebb játékosa lett.
Az 1938-as világbajnokság selejtezőiben Bulgáriát győzték le 7–1-re. A tornán Hollandia 3–0-s legyőzésével kezdtek. A következő körben újrajátszott találkozón Brazília ellen maradtak alul 2–1 arányban.
1939-ben a Harmadik Birodalom részeként a Cseh–Morva Protektorátus színeiben Cseh válogatott néven játszottak három nem hivatalos mérkőzést Jugoszlávia, a Harmadik Birodalom részét képező Ausztria (Ostmark) és Németország ellen.

### A II. világháború után
A II. világháború után rendezett 1950-es világbajnokságra nem jutottak ki. Az 1954-es világbajnokság selejtezőiben Románia és Bulgária ellen három győzelmet és egy döntetlent értek el, ezzel kijutottak a svájci világbajnokságra. A csoportjukban két vereséggel zártak, előbb Uruguaytól 2–0-ra, majd Ausztriától 5–0-ra kaptak ki. Az 1958-as világbajnokság selejtezőiben Wales és az NDK előtt megnyerték csoportjukat. A Svédországban rendezett vb-n Észak-Írország ellen kezdtek 1–0-s vereséggel. Az NSZK-val 2–2-s döntetlent játszottak, végül Argentínát kiütötték 6–1-gyel. A továbbjutás azonban nem jött össze, miután Észak-Írország ellen újrajátszott mérkőzésen hosszabbítás után 2–1-re kikaptak.
1959-ben lejátszották történetük első Európa-bajnoki selejtezőjét, melyen 2–0-s vereséget szenvedtek Írországban. Aggodalomra nem volt ok, mert összesítésben 4–2-vel továbbjutottak. A következő körökben Dániát 7–3-ra, Romániát 5–0-ra győzték le összesítésben és jutottak be a négyes döntőbe, amit Franciaországban rendeztek 1960-ban. Az elődöntőben a Szovjetunióval találkoztak és 3–0-s vereséget szenvedtek. Végül a harmadik helyen zártak, miután a bronzmérkőzésen 2–0-ra megverték a házigazda franciákat.

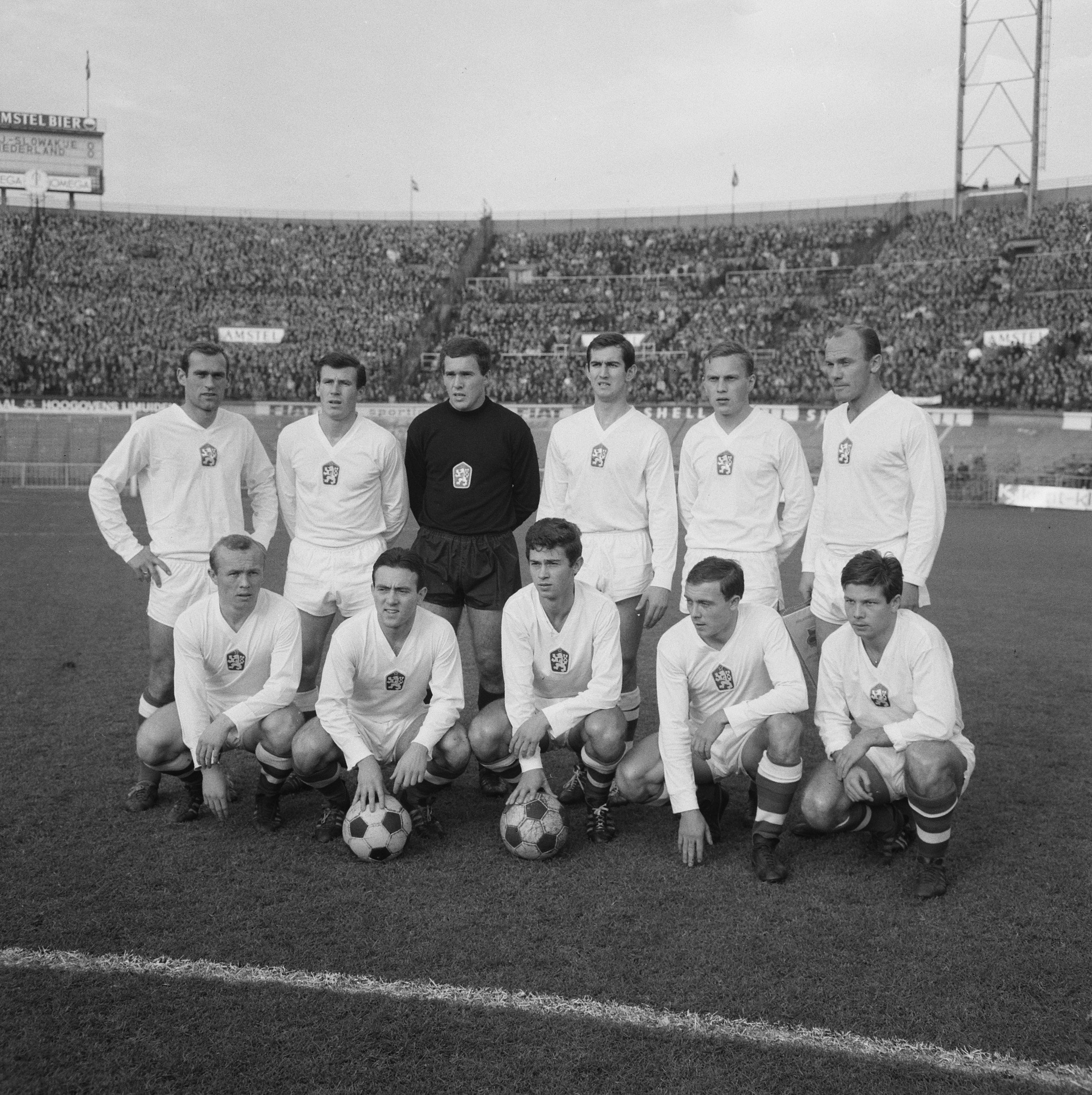
A csehszlovák válogatott 1966-ban.

Az 1962-es labdarúgó-világbajnokságra pótselejtezőn jutottak ki. Első mérkőzésükön Spanyolországot verték 1–0-ra Jozef Štibrányi góljával. Ezt követte a címvédő Brazília elleni 0–0-s döntetlen. Harmadik csoportmérkőzésükön Václav Mašek révén már az első percben megszerezték a vezetést a csehszlovákok, azonban Mexikónak sikerült talpra állnia és végül 3–1-re nyerni. A negyeddöntőben Adolf Scherer találatával 1–0-ra legyőzték Magyarországot. Az elődöntőben Josef Kadraba és Adolf Scherer góljaival Jugoszláviát is megverték 3–1-re, így 1934 után ismét világbajnoki döntőt játszhattak, ahol Brazíliával találkoztak. Josef Masopust góljával még vezettek a csehszlovákok a 15. percben, de a brazilok két perccel később egyenlítettek. Ráadásul a második félidőben további két gólt lőttek, amivel 3–1-re megnyerték a világbajnokságot.
Az 1966-os világbajnokságról, illetve az 1964-es és 1968-as Európa-bajnokságokról lemaradtak. Az 1970-es világbajnokság selejtezőinek végén pótselejtezőt játszottak, melyet semleges pályán Marseille-ben játszottak le. Az 1969. december 3-án rendezett mérkőzésen Magyarországot 4–1-re megverték és kijutottak a világbajnokságra. A Mexikóban rendezett vb-n azonban mindhárom mérkőzésüket elveszítették és már a csoportkör után kiestek.
Az 1972-es Európa-bajnokságra és az 1974-es világbajnokságra nem jutottak ki. Az 1976-os Európa-bajnokság selejtezőiben Anglia, Portugália és Ciprus előtt megnyerték a csoportjukat, majd a rájátszásban a Szovjetuniót győzték le 4–2-re összesítésben. A Jugoszláviában rendezett négyes tornán először a korszak egyik kiemelkedő válogatottjával Hollandiával találkoztak és hosszabbítás után 3–1-re győztek. A belgrádi döntőben már 2–0-ra vezettek a csehszlovákok, de a németeknek sikerült egyenlíteniük. Az Európa-bajnoki cím sorsáról végül a büntetők határoztak, melyben a csehszlovákok bizonyultak jobbnak 5–3 arányban. Az utolsó tizenegyest Antonín Panenka végezte el pimasz módon, ami azóta legendává vált.
Az 1978-as világbajnokságra nem jutottak ki, miután a selejtezőkben Skócia mögött végeztek a csoportjukban. Az 1980-as Európa-bajnokságon az NSZK ellen 1–0-s vereséggel kezdtek. Görögországot 3–1-re megverték, végül Hollandiával játszottak 1–1-es döntetlent. A csoport második helyén végeztek, és mivel nem rendeztek elődöntőket a harmadik helyért, léphettek pályára a házigazda Olaszország ellen. A nápolyi San Paolo-ban rendezett párharc 1–1-gyel zárult, végül 9–8-ra a csehszlovákok nyertek büntetőkkel.
Az 1982-es világbajnokságon Kuvaittal és Franciaországgal egyaránt 1–1-s döntetlen játszottak, Angliától pedig 2–0-s vereséget szenvedtek. Az 1984-es és az 1988-as Európa-bajnokságokra, illetve az 1986-os világbajnokságra nem jutottak ki.
Az utolsó nagy tornájuk az 1990-es világbajnokság volt. Az A csoportban 5–1-re verték az Egyesült Államokat és Michal Bílek tizenegyesgóljával 1–0-ra Ausztriát. A harmadik mérkőzésükön 2–0-ra kikaptak a rendező Olaszországtól. A nyolcaddöntőben Costa Rica-t búcsúztatták 4–1-gyel és bejutottak a legjobb nyolc közé, ahol a későbbi világbajnok NSZK-tól kaptak ki 1–0-ra.
Az 1992-es Európa-bajnokság selejtezőinek 1. csoportjában Franciaország mögött a második helyen zártak. Az 1994-es világbajnokság selejtezőiben 1992 őszén még Csehszlovákiaként indultak el, de az 1993-as selejtezőket már csehek és szlovákok képviselte válogatott néven fejezték be.

## Nemzetközi eredmények
Világbajnokság
- Döntős: 2 alkalommal (1934, 1962)

 Európa-bajnokság
- Európa-bajnok: 1 alkalommal (1976)
- 3. helyezett: 2 alkalommal (1960, 1980)

 Olimpiai játékok
- Aranyérmes: 1 alkalommal (1980)
- Ezüstérmes: 2 alkalommal (1964)

Közép-európai kupa
- Győztes: 1 alkalommal (1954–60)
- 2. helyezett: 2 alkalommal (1927–30, 1948–53)

### Világbajnoki és Európa-bajnoki szereplés
| Év       | Eredmény      | Hely          | M             | Gy            | D             | V             | Rg            | Kg            |
| -------- | ------------- | ------------- | ------------- | ------------- | ------------- | ------------- | ------------- | ------------- |
| 1930     | Nem indult    | Nem indult    | Nem indult    | Nem indult    | Nem indult    | Nem indult    | Nem indult    | Nem indult    |
| 1934     | Ezüstérmes    | 2.            | 4             | 3             | 0             | 1             | 9             | 6             |
| 1938     | Negyeddöntő   | 5.            | 3             | 1             | 1             | 1             | 5             | 3             |
| 1950     | Nem indult    | Nem indult    | Nem indult    | Nem indult    | Nem indult    | Nem indult    | Nem indult    | Nem indult    |
| 1954     | Csoportkör    | 14.           | 2             | 0             | 0             | 2             | 0             | 7             |
| 1958     | Csoportkör    | 9.            | 4             | 1             | 1             | 2             | 9             | 6             |
| 1962     | Ezüstérmes    | 2.            | 6             | 3             | 1             | 2             | 7             | 7             |
| 1966     | Nem jutott be | Nem jutott be | Nem jutott be | Nem jutott be | Nem jutott be | Nem jutott be | Nem jutott be | Nem jutott be |
| 1970     | Csoportkör    | 15.           | 3             | 0             | 0             | 3             | 2             | 7             |
| 1974     | Nem jutott be | Nem jutott be | Nem jutott be | Nem jutott be | Nem jutott be | Nem jutott be | Nem jutott be | Nem jutott be |
| 1978     | Nem jutott be | Nem jutott be | Nem jutott be | Nem jutott be | Nem jutott be | Nem jutott be | Nem jutott be | Nem jutott be |
| 1982     | Csoportkör    | 19.           | 3             | 0             | 2             | 1             | 2             | 4             |
| 1986     | Nem jutott be | Nem jutott be | Nem jutott be | Nem jutott be | Nem jutott be | Nem jutott be | Nem jutott be | Nem jutott be |
| 1990     | Negyeddöntő   | 6.            | 5             | 3             | 0             | 2             | 10            | 5             |
| 1994     | Nem jutott be | Nem jutott be | Nem jutott be | Nem jutott be | Nem jutott be | Nem jutott be | Nem jutott be | Nem jutott be |
| Összesen | Döntő         | 8/15          | 30            | 11            | 5             | 14            | 44            | 45            |

| Év       | Eredmény      | Hely          | M             | Gy            | D             | V             | Rg            | Kg            |
| -------- | ------------- | ------------- | ------------- | ------------- | ------------- | ------------- | ------------- | ------------- |
| 1960     | Elődöntő      | 3.            | 2             | 1             | 0             | 1             | 2             | 3             |
| 1964     | Nem jutott be | Nem jutott be | Nem jutott be | Nem jutott be | Nem jutott be | Nem jutott be | Nem jutott be | Nem jutott be |
| 1968     | Nem jutott be | Nem jutott be | Nem jutott be | Nem jutott be | Nem jutott be | Nem jutott be | Nem jutott be | Nem jutott be |
| 1972     | Nem jutott be | Nem jutott be | Nem jutott be | Nem jutott be | Nem jutott be | Nem jutott be | Nem jutott be | Nem jutott be |
| 1976     | Európa-Bajnok | 1.            | 2             | 1             | 1             | 0             | 5             | 3             |
| 1980     | Elődöntő      | 3.            | 4             | 1             | 2             | 1             | 5             | 4             |
| 1984     | Nem jutott be | Nem jutott be | Nem jutott be | Nem jutott be | Nem jutott be | Nem jutott be | Nem jutott be | Nem jutott be |
| 1988     | Nem jutott be | Nem jutott be | Nem jutott be | Nem jutott be | Nem jutott be | Nem jutott be | Nem jutott be | Nem jutott be |
| 1992     | Nem jutott be | Nem jutott be | Nem jutott be | Nem jutott be | Nem jutott be | Nem jutott be | Nem jutott be | Nem jutott be |
| Összesen | Európa-Bajnok | 3/9           | 8             | 3             | 3             | 2             | 12            | 10            |

#### Olimpiai szereplés
| Év       | Helyszín                                      | Eredmény                                      | Hely                                          | M                                             | Gy                                            | D                                             | V                                             | Rg                                            | Kg                                            |
| -------- | --------------------------------------------- | --------------------------------------------- | --------------------------------------------- | --------------------------------------------- | --------------------------------------------- | --------------------------------------------- | --------------------------------------------- | --------------------------------------------- | --------------------------------------------- |
| 1908     | London                                        | Nem indult                                    | Nem indult                                    | Nem indult                                    | Nem indult                                    | Nem indult                                    | Nem indult                                    | Nem indult                                    | Nem indult                                    |
| 1912     | Stockholm                                     | Nem indult                                    | Nem indult                                    | Nem indult                                    | Nem indult                                    | Nem indult                                    | Nem indult                                    | Nem indult                                    | Nem indult                                    |
| 1916     | Nem rendezték meg az első világháború miatt   | Nem rendezték meg az első világháború miatt   | Nem rendezték meg az első világháború miatt   | Nem rendezték meg az első világháború miatt   | Nem rendezték meg az első világháború miatt   | Nem rendezték meg az első világháború miatt   | Nem rendezték meg az első világháború miatt   | Nem rendezték meg az első világháború miatt   | Nem rendezték meg az első világháború miatt   |
| 1920     | Antwerpen                                     | Kizárták                                      | 13.                                           | 4                                             | 3                                             | 0                                             | 1                                             | 15                                            | 3                                             |
| 1924     | Párizs                                        | Nyolcaddöntő                                  | 9.                                            | 3                                             | 1                                             | 1                                             | 1                                             | 6                                             | 4                                             |
| 1928     | Amszterdam                                    | Nem indult                                    | Nem indult                                    | Nem indult                                    | Nem indult                                    | Nem indult                                    | Nem indult                                    | Nem indult                                    | Nem indult                                    |
| 1932     | Los Angeles                                   | Nem volt labdarúgótorna                       | Nem volt labdarúgótorna                       | Nem volt labdarúgótorna                       | Nem volt labdarúgótorna                       | Nem volt labdarúgótorna                       | Nem volt labdarúgótorna                       | Nem volt labdarúgótorna                       | Nem volt labdarúgótorna                       |
| 1936     | Berlin                                        | Nem indult                                    | Nem indult                                    | Nem indult                                    | Nem indult                                    | Nem indult                                    | Nem indult                                    | Nem indult                                    | Nem indult                                    |
| 1940     | Nem rendezték meg a második világháború miatt | Nem rendezték meg a második világháború miatt | Nem rendezték meg a második világháború miatt | Nem rendezték meg a második világháború miatt | Nem rendezték meg a második világháború miatt | Nem rendezték meg a második világháború miatt | Nem rendezték meg a második világháború miatt | Nem rendezték meg a második világháború miatt | Nem rendezték meg a második világháború miatt |
| 1944     | Nem rendezték meg a második világháború miatt | Nem rendezték meg a második világháború miatt | Nem rendezték meg a második világháború miatt | Nem rendezték meg a második világháború miatt | Nem rendezték meg a második világháború miatt | Nem rendezték meg a második világháború miatt | Nem rendezték meg a második világháború miatt | Nem rendezték meg a második világháború miatt | Nem rendezték meg a második világháború miatt |
| 1948     | London                                        | Nem indult                                    | Nem indult                                    | Nem indult                                    | Nem indult                                    | Nem indult                                    | Nem indult                                    | Nem indult                                    | Nem indult                                    |
| 1952     | Helsinki                                      | Nem indult                                    | Nem indult                                    | Nem indult                                    | Nem indult                                    | Nem indult                                    | Nem indult                                    | Nem indult                                    | Nem indult                                    |
| 1956     | Melbourne                                     | Nem indult                                    | Nem indult                                    | Nem indult                                    | Nem indult                                    | Nem indult                                    | Nem indult                                    | Nem indult                                    | Nem indult                                    |
| 1960     | Róma                                          | Nem jutott be                                 | Nem jutott be                                 | Nem jutott be                                 | Nem jutott be                                 | Nem jutott be                                 | Nem jutott be                                 | Nem jutott be                                 | Nem jutott be                                 |
| 1964     | Tokió                                         | Ezüstérmes                                    | 2.                                            | 6                                             | 5                                             | 0                                             | 1                                             | 19                                            | 5                                             |
| 1968     | Mexikóváros                                   | Csoportkör                                    | 9.                                            | 3                                             | 1                                             | 1                                             | 1                                             | 10                                            | 3                                             |
| 1972     | München                                       | Nem indult                                    | Nem indult                                    | Nem indult                                    | Nem indult                                    | Nem indult                                    | Nem indult                                    | Nem indult                                    | Nem indult                                    |
| 1976     | Montréal                                      | Nem jutott be                                 | Nem jutott be                                 | Nem jutott be                                 | Nem jutott be                                 | Nem jutott be                                 | Nem jutott be                                 | Nem jutott be                                 | Nem jutott be                                 |
| 1980     | Moszkva                                       | Olimpiai bajnok                               | 1.                                            | 6                                             | 4                                             | 2                                             | 0                                             | 10                                            | 1                                             |
| 1984     | Los Angeles                                   | Nem vett részt                                | Nem vett részt                                | Nem vett részt                                | Nem vett részt                                | Nem vett részt                                | Nem vett részt                                | Nem vett részt                                | Nem vett részt                                |
| 1988     | Szöul                                         | Nem jutott be                                 | Nem jutott be                                 | Nem jutott be                                 | Nem jutott be                                 | Nem jutott be                                 | Nem jutott be                                 | Nem jutott be                                 | Nem jutott be                                 |
| 1992     | Barcelona                                     | Nem jutott be                                 | Nem jutott be                                 | Nem jutott be                                 | Nem jutott be                                 | Nem jutott be                                 | Nem jutott be                                 | Nem jutott be                                 | Nem jutott be                                 |
| Összesen | Összesen                                      | Olimpiai bajnok                               | 5/18                                          | 22                                            | 14                                            | 4                                             | 4                                             | 60                                            | 16                                            |

- 1948 és 1988 között amatőr, 1992-től kezdődően U23-as játékosok vettek részt az olimpiai játékokon

## Mezek a válogatott története során
A csehszlovák labdarúgó-válogatott hagyományos szerelése: vörös mez, fehér nadrág és kék sportszár volt. A váltómez leggyakrabban fehér mezből, fehér nadrágból és fehér sportszárból állt.
| 1934-1976 | 1950-1967 (váltó) | 1980-1989 | 1990 (H) | 1990 (V) |

## Válogatottsági rekordok
| #   | Játékos            | Időszak   | Vál. | Gól |
| --- | ------------------ | --------- | ---- | --- |
| 1.  | Zdeněk Nehoda      | 1971–1987 | 91   | 31  |
| 2.  | Marián Masný       | 1974–1982 | 75   | 18  |
| 2.  | Ladislav Novák     | 1952–1966 | 75   | 1   |
| 4.  | František Plánička | 1926–1938 | 73   | 0   |
| 5.  | Karol Dobiaš       | 1967–1980 | 67   | 6   |
| 6.  | Josef Masopust     | 1954–1966 | 63   | 10  |
| 6.  | Ivo Viktor         | 1966–1977 | 63   | 0   |
| 8.  | Ján Popluhár       | 1958–1967 | 62   | 1   |
| 9.  | Antonín Puč        | 1926–1938 | 60   | 34  |
| 10. | Antonín Panenka    | 1973–1982 | 59   | 17  |

| #  | Játékos           | Időszak   | Gól | Vál. |
| -- | ----------------- | --------- | --- | ---- |
| 1. | Antonín Puč       | 1926–1938 | 34  | 60   |
| 2. | Zdeněk Nehoda     | 1971–1987 | 31  | 91   |
| 3. | Oldřich Nejedlý   | 1931–1938 | 28  | 43   |
| 3. | Josef Silný       | 1925–1934 | 28  | 50   |
| 5. | Adolf Scherer     | 1958–1964 | 22  | 36   |
| 5. | František Svoboda | 1927–1937 | 22  | 43   |
| 7. | Marián Masný      | 1974–1982 | 18  | 75   |
| 8. | Antonín Panenka   | 1973–1982 | 17  | 59   |
| 9. | Jozef Adamec      | 1960–1971 | 14  | 44   |
| 9. | Tomáš Skuhravý    | 1985–1993 | 14  | 43   |

### Ismert játékosok
- Jozef Adamec
- Josef Bican
- Jaroslav Burgr
- Ferdinand Daučík
- Karol Dobiaš
- Gőgh Kálmán
- Kubala László (Ladislav Kubala)
- Andrej Kvašňák
- Josef Masopust
- Zdeněk Nehoda
- Oldřich Nejedlý
- Ladislav Novák
- Anton Ondruš
- Antonín Panenka
- Karel Pešek
- František Plánička
- Svatopluk Pluskal
- Ján Popluhár
- Antonín Puč
- Viliam Schrojf
- Josef Silný
- Tomáš Skuhravý
- Ivo Viktor